# +1
+1 var en svensk popgrupp från Stockholm. De fick sitt genombrott 1985 med låten Nevermore, producerad av Harpo, vilken var den första svenska låt att bli etta på Trackslistan. Gruppen följde sedan upp denna hit med ytterligare två Trackslisteplacerade singlar: "(I Don't Wanna Be Left Alone) Tonight" och "Young Europeans". 
Gruppen upplöstes senare, men Thoth och Magnus Wahl återfanns i gruppen Walk on Water i början av 1990-talet. Musikstilen refereras av en del som syntpop.

## Medlemmar
- Thoth (Göran Borgman) – sång
- Hull Alvvalley (Ulf Alvedahl) – trummor
- Thomas Larsson – gitarr
- Caj Ehrling – keyboard
- Magnus "Bonk" Wahl – basgitarr

## Diskografi
Studioalbum
- 1985 – Young Europeans

Singlar
- 1985 – "Nevermore / Du säger att jag alltid..."
- 1985 – "(I Don't Want To Be Left Alone) Tonight" / "Soldier"
- 1986 – "Young Europeans" / "Spridd för vinden"